# Richard Cosway
Richard Cosway RA (5. listopadu 1742 Tiverton – 4. července 1821 Londýn) byl přední anglický portrétní malíř doby nazývané v Anglii regentství. Byl známý svými miniaturami. Byl současníkem Johna Smarta, George Englehearta, Williama Wooda a Richarda Crosse. Jeho manželkou byla anglo-italská malířka, hudebnice a okouzlující společenská hostitelka Maria Cosway. Byla blízká přítelkyně Thomase Jeffersona.

## Životopis

### Raná kariéra
Richard Cosway se narodil v Tivertonu v Devonu jako syn ředitele školy. Zpočátku byl vzděláván na Blundell's School v Devonu. Ve dvanácti letech mu bylo umožněno cestovat do Londýna, kde se učit malovat. V roce 1754 získal cenu od Society of Artists (Umělecké společnosti) a v roce 1760 si založil vlastní firmu. První díla vystavoval už v roce 1762, kdy mu bylo 20 let. Velmi brzy se stal oblíbeným a požadovaným umělcem. Cosway byl jedním z prvních mimořádných členů Royal Academy (Královské akademie), stal se jím v srpnu roku 1770, a v březnu následujícího roku byl zvolen řádným členem hlasem prezidenta Academie, sira Joshua Reynoldse. Cosway je zobrazen na skupinovém portrétu členů Royal Academy malíře Johana Zoffanyho. Zoffany začal obraz malovat v roce 1771, Cosway byl do kompozice přidán později na zvláštním pruhu plátna po pravé straně obrazu.

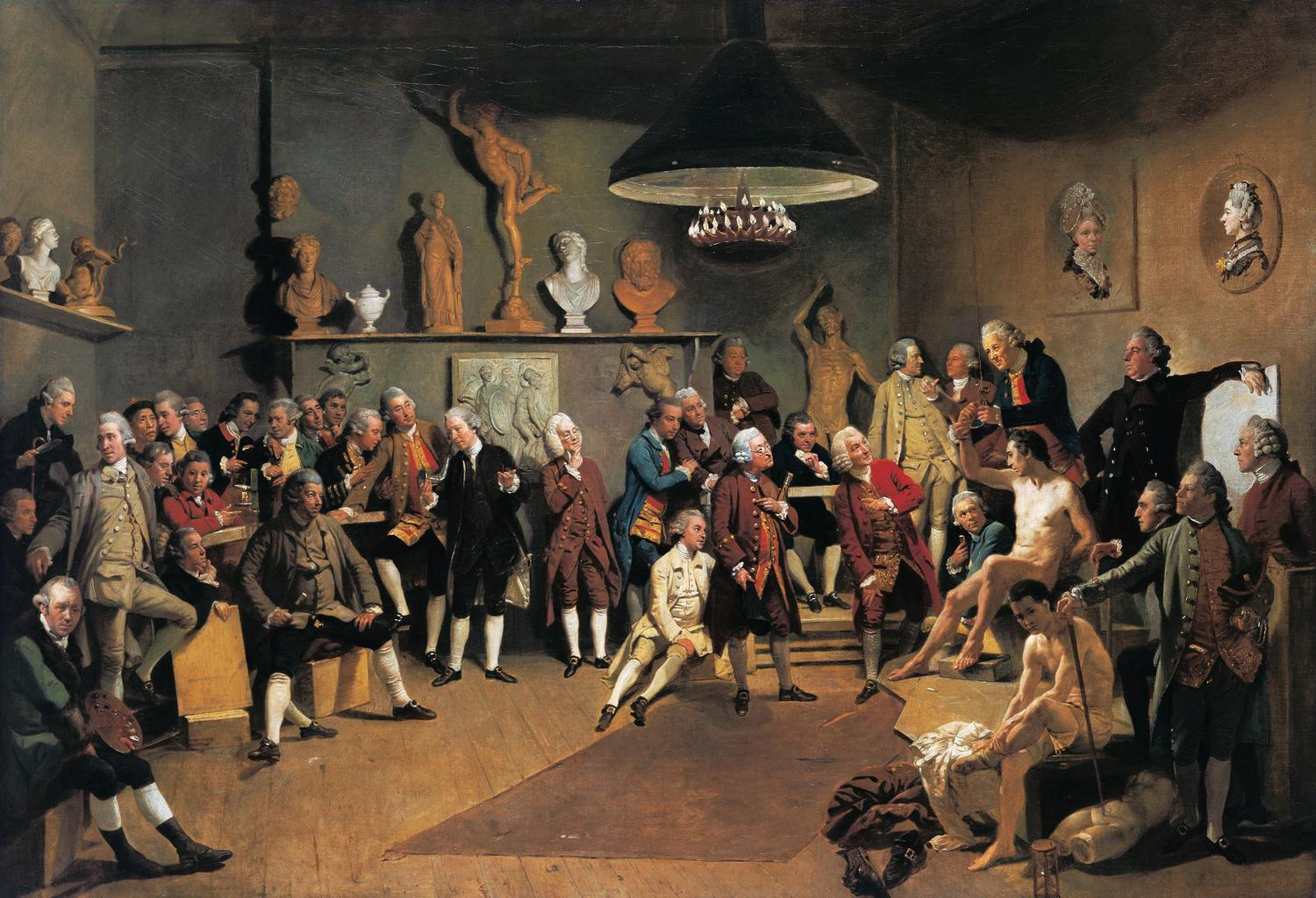
Johan Zoffany,Skupinový portrét členů Royal Academy, 1771–72

### Umělecká kariéra
V roce 1780 maloval budoucího krále Jiřího IV. a v roce V roce 1785 byl jmenován jeho dvorním malířem. Byl jediným, kdo v té době tento titul obdržel. Mezi jím portrétované osoby patřila princova první manželka Maria Anne Fitzherbert a další angličtí a francouzští aristokraté, včetně Madame du Barry, milenky francouzského krále Ludvíka XV. Mezi žáky Coswaye byl Andrew Plimer (1763–1837).V letech 1995 - 1996 uspořádala londýnská National Portrait Gallery (Národní galerie portrétů) výstavu nazvanou Richard a Maria Cosway: Regency Artists of Taste and Fashion, na níž bylo vystaveno 250 děl.

### Osobní život
Dne 18. ledna 1781 se Cosway oženil s anglo-italskou umělkyní Marií Hadfield. Maria byla nejen uznávanou malířkou, ale také hudebnicí, skladatelkou a v neposlední řadě autoritou v oblasti dívčího vzdělávání a byla velmi obdivována Thomasem Jeffersonem, se kterým si dopisovala až do jeho smrti. Odsuzoval ji za její účelově uzavřené manželství s nemilovaným mužem, přesto si nechal udělat rytinu jednoho z jejích obrazů Maria at Monticello.
Sňatek uzavřený Marií s Robertem Coswayem, který byl o 20 let starší, byl pro ni možností užívat výhod spořádaného a zajištěného života v manželství. Richard byl „dobře známý jako libertin a býval popisován jako muž připomínající opici“. Film Jefferson v Paříži líčí vztah Marie Cosway a Thomase Jeffersona a také popisuje Richarda Coswaye jako zženštilého, což není historicky ověřeno.
V roce 1784 se Coswayovi přestěhovali do domu Schomberg House na Pall Mall. Dům se stal módním salonem pro londýnskou smetánku. V roce 1791 se přestěhovali do většího domu ve Stratford Place. Manželství však nebylo šťastné a nakonec bylo zrušeno.
V pozdějších letech Cosway také trpěl duševními poruchami a strávil nějaký čas v různých institucích. Zemřel v Londýně v roce 1821 a byl pohřben v Marylebone New Church. Po Coswayově smrti koupil anglický architekt sir John Soane v aukci více než 30 předmětů určených k prodeji.

Ukázka Coswayových prací
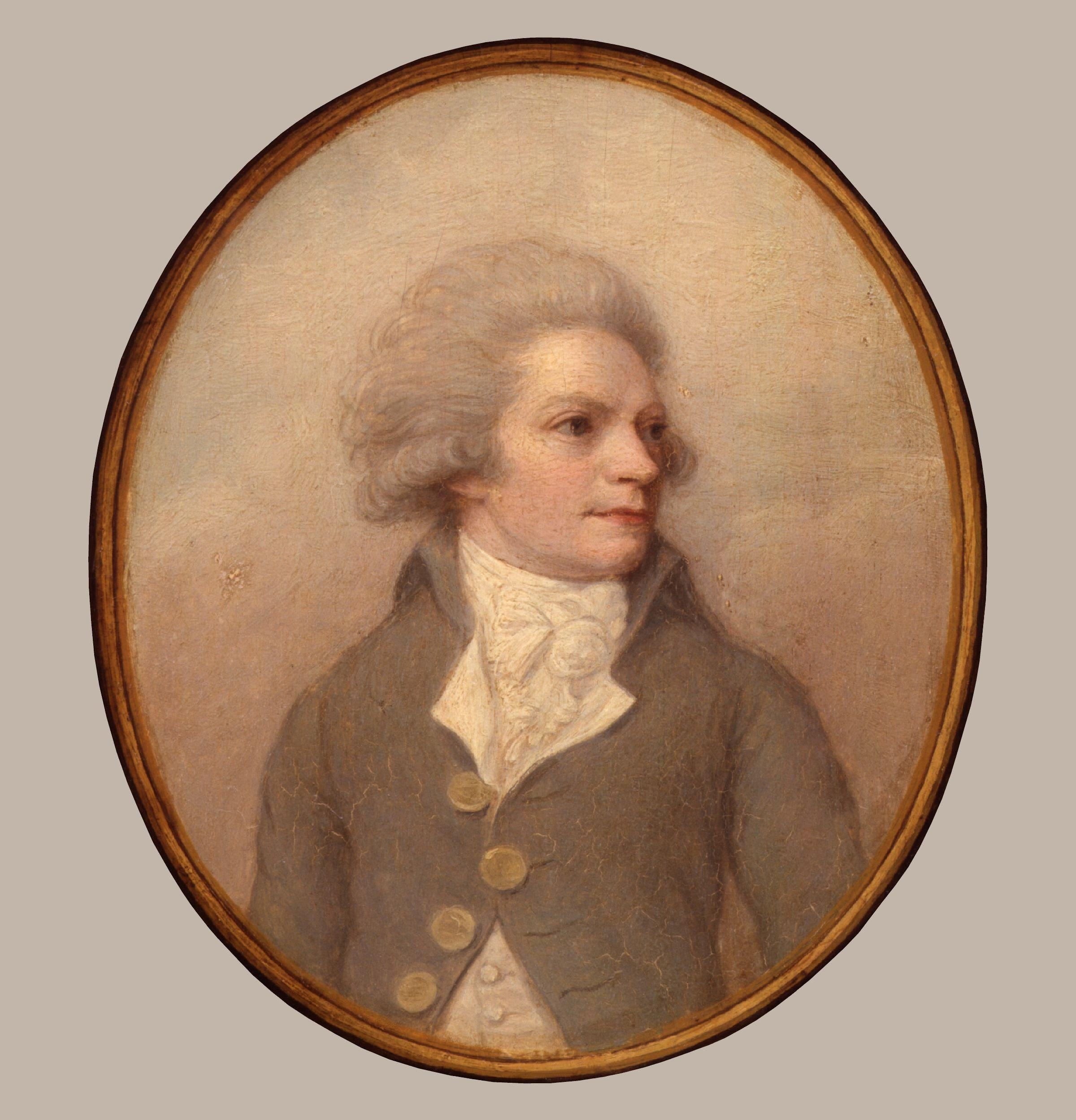
Richard Cosway - autoportrét, National Portrait Gallery, Londýn
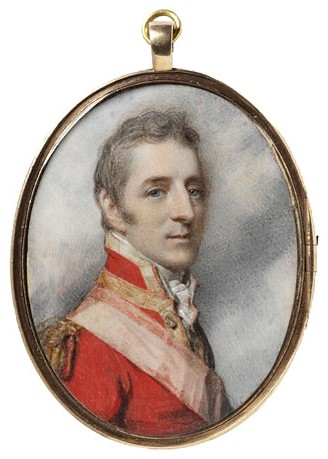
Portrét Arthura Wellesley, 1. vévody z Wellingtonu datováno 1808, Victoria and Albert Museum
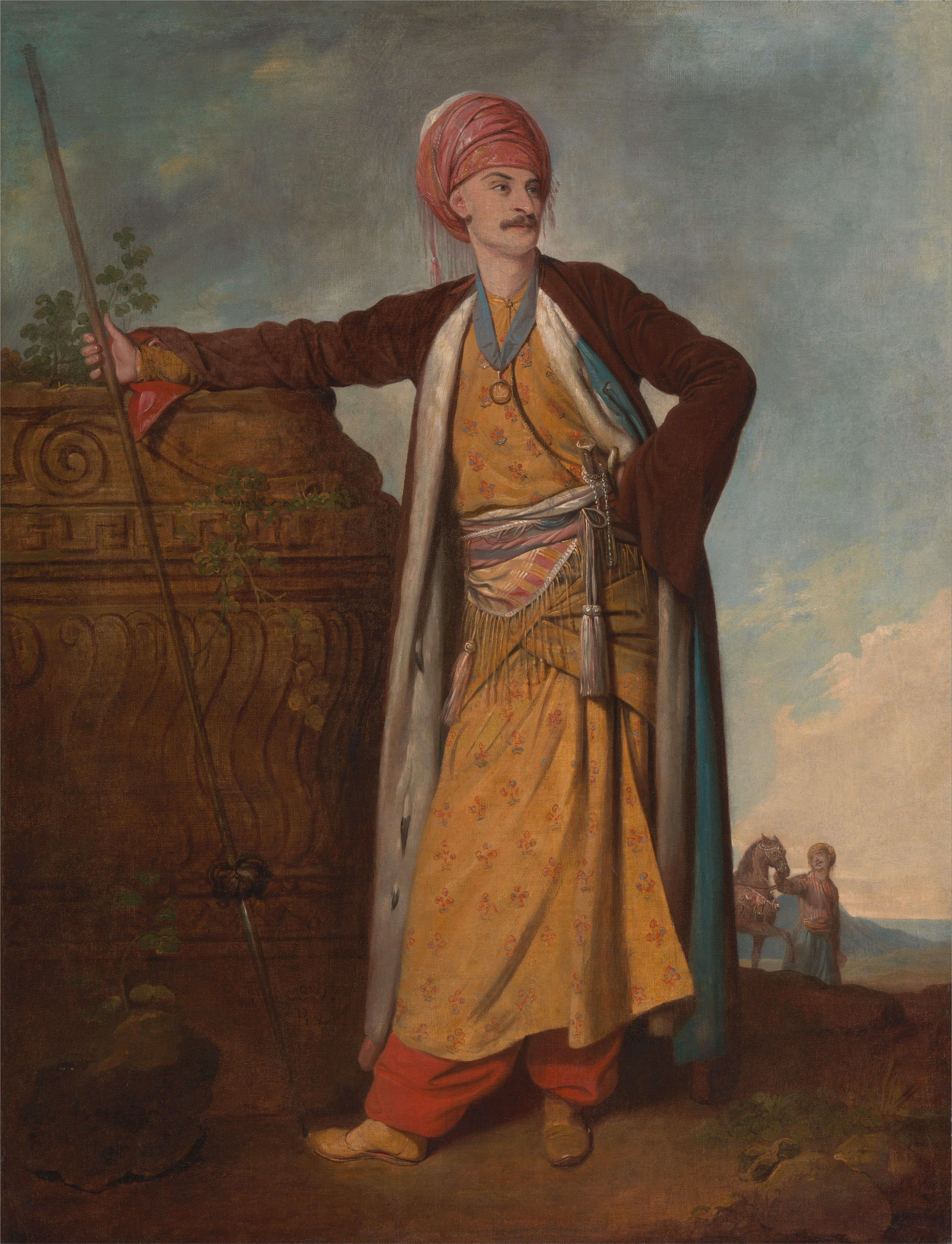
Portrét Armenianky
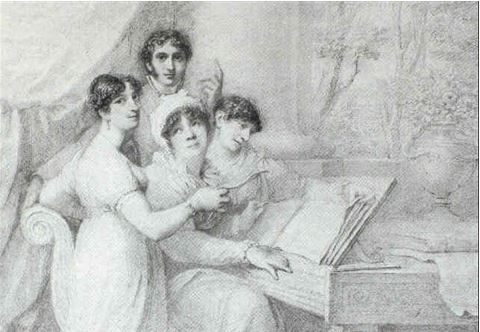
John Braham s Harriet Abrams a jejich dcerami Harriettou a Theodosiou Abrams
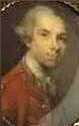
Isaac Smith, admirál Royal Navy, člen posádky HMS Endeavour.
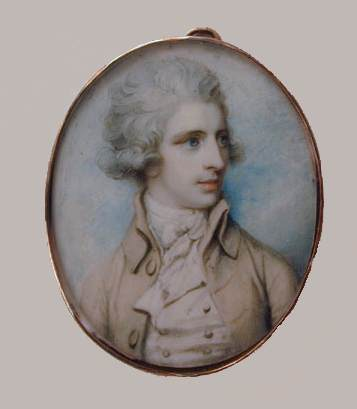
Gentleman, miniatura, kolem 1790

### Stroj na pašování, aneb pohodlný způsob pro miniaturního muže

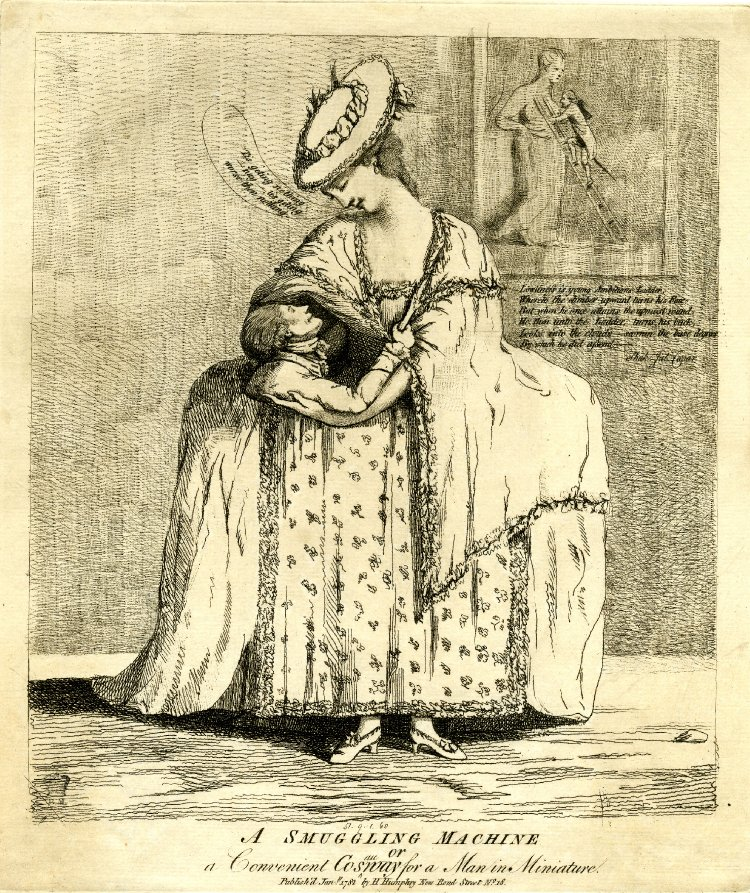
Stroj na pašování, aneb pohodlný způsob pro miniaturního muže, lept z roku 1782, satirizující vztah mezi Coswayem a jeho manželkou. Publikováno Hannah Humphrey (londýnský tiskař).

Portrét Richarda Coswaye, R. A., stojícího pod širokým obručím spodního prádla vysoké dámy, jeho manželky Marie, která ho objímá. Jeho hlava a ramena vykukují ze spodničky, jeho tvář je zobrazena z profilu, pohled směřuje vzhůru. Jeho pravá ruka svírá její plášť, jeho levá je kolem pasu. Ona má na sobě plochý klobouk zdobený stuhou, dívá se něj a říká: „Tis nedostane nic - dokonce - tis dostane něco horšího než nic.“ V pozadí, na zdi vpravo je obrázek malého muže, který má paruku a meč, šplhá po žebříku, který spočívá na prsou ženy. Pod ním je vyryto:
„Nejhorší je žebřík mladých ambicí, kde horolezec vzhůru otočí svou tvář, ale když jednou dosáhne nejvyššího bodu, pak se k žebříku otočí zády, podívá se k oblakům - a s pohrdáním shlíží na stupně, po kterých vystoupal.